# Linfärjan Carolina Nord
Linfärjan Carolina Nord, färja 240, är en av Trafikverket Färjerederiets färjor. Carolina Nord byggdes på Hjälmare Kanal & Slussverk AB i Arboga 
och levererades 1959 för att sättas in leden Källviken – Lunnevik. Hon byggdes om 2003, varefter hon sattes in på Röduppleden mellan Västra Rödupp och Östra Rödupp över Kalix älv.